# Rory Byrne
Rory Byrne, (născut 10 ianuarie 1944) este un inginer sud-african semi-retras și proiectant de mașini, cel mai renumit pentru postul de designer șef la echipele Benetton și Scuderia Ferrari.